# Nam Singh Thapa
Nam Singh Thapa (ur. 8 sierpnia 1946 w Manakamana) – nepalski bokser, uczestnik Letnich Igrzysk Olimpijskich 1964.
Na igrzyskach w Tokio startował w wadze muszej. W 1/16 finału miał wolny los. W 1/8 finału przegrał z Robertem Carmodym przez nokaut.
W 2014 roku został uhonorowany nagrodą Gajarat Joshi, którą przyznało mu Nepalskie Stowarzyszenie Zawodników Krajowych i Zagranicznych.